# 特殊戦力師団
特殊戦力師団は、通称「虎部隊」またはQawat Al-Nimr（アラビア語：قواتالنمر）と呼ばれるシリア軍の特殊部隊。共和国防衛隊や第4機甲師団と並ぶシリア軍の精鋭部隊だが、創設はシリア内戦勃発後の2013年である。アレッポの戦いなど最重要戦線に投入され、良好な戦果を納めているが、部隊の人数が比較的少ないため一度に複数の面に展開することは困難であり、2015年9月のロシアによる軍事介入以前は反体制派の完全な鎮圧には至らなかった。
師団と呼ばれているが、指揮官であるスハイル・アル＝ハッサンが当初は大佐の階級で指揮していたことなどから、実際の規模は連隊あるいは大隊に近いと推定されている。
2020年現在は、第25師団に名称変更し、共和国防衛隊の隷下部隊の一つとなっている（ただし、指揮官はハッサンが継続しており「虎部隊」の愛称も引き継がれている）。

## 沿革
2013年秋、スハイル・アル＝ハッサン大佐は、主に攻撃的部隊として機能する特別部隊を訓練し指導するために、シリア軍中央軍司令部による特別プロジェクトのリーダーに任命されると、後に虎部隊を形成する兵士の多くを選抜した。
2015年12月25日に、スハイル・アル・ハッサンは同年11月のISからのクワイリス軍事空港解放の功績により准将に昇進。
2016年にはシリア内戦の帰趨を決するアレッポの戦いにおいてシリア軍を指揮する重要な役割を果たした。
ロシアの介入後は、ロシア軍により虎部隊にAK-74Mおよび1P87コリメータのを含む各種歩兵装備が供給された。また、支援火器としてシリア陸軍で最初にロシアのT-90戦車を配備した。
虎部隊の戦術は、敵兵力の弱点を見つけるために複数の軸から偵察し、その地域に大きな機械化兵力を送り、更に軽装歩兵を追随させる事で、敵の占領地域を制圧している。
2019年8月より、第25師団に名称変更され、共和国防衛隊の管轄下となった。

## 下部組織
特殊戦力師団は、複数の特殊活動（中隊と大隊の中間の）「群/連隊」をもつ。
- Cheetah Forces[1]もしくは Qawat al-Fahoud (قوات الفهود)[2]と呼ばれる部隊
- Panther Forces[3]

その後、再編が行われていることを示唆する資料も見つかっている。